# Aur
Aur – zamieszkany atol na Wyspach Marshalla. Należy do archipelagu Ratak Chain na Oceanie Spokojnym. Według danych za rok 2011 atol zamieszkiwało łącznie 499 osób (spadek w stosunku do 1999 roku, kiedy to liczba ta wynosiła 537), na wyspach znajdowało się 95 domów. Zlokalizowany jest tu także port lotniczy z pasem startowym o długości 640 m (kod IATA: AUL).
Atol został odkryty przez kapitana Johna Marshalla w 1788.

## Geografia
Aur leży na południe od atolu Maloelap. Składa się z trzech głównych wysp: Tabal, Aur i Bigen oraz 39 mniejszych (według innego źródła wysp jest 43) m.in. Pokonaen, Anedik, Piganman, Baojen, Majruon, Enob, Ajej, Nanalle, Arjal, Mummet o łącznej powierzchni 5,62 km². Łączna powierzchnia laguny wynosi 239,78 km², a jej maksymalna głębokość to ponad 80 m. Istnieją dwie główne drogi morskie łączące lagunę z otwartym oceanem: od strony zachodniej i południowej. W przeszłości atol określano nazwami: Aurh, Ibbeson, Ibbetson's Island i Traversey.
W 1967 r. stwierdzono występowanie na Aur 7 gatunków ptaków, w tym 6 potencjalnie lęgowych. Na atolu spotkać można następujące gatunki roślin: Catharanthus roseus, Centella asiatica, Colocasia esculenta, Eragrostis amabilis, Ipomoea violacea i Ixora coccinea.